# Ark II
Ark II é uma série americana de ficção científica de ação ao vivo, voltada para crianças, que foi ao ar na CBS , começando em 11 de setembro de 1976 e terminando em 18 de dezembro de 1976 (foi repetida em 13 de novembro de 1977, mas foi devolvida em 16 de setembro, 1978 e funcionou até 25 de agosto de 1979), como parte de sua programação de fim de semana. Apenas 15 episódios de meia hora de Ark II foram produzidos. Os personagens centrais do programa (veja abaixo) foram criados por Martin Roth; Ted Post ajudou Roth a desenvolver seu formato principal.

## A História
Ark II mostrava um grupo de cientistas tentando sobreviver no século XXV, em um futuro pós-apocalíptico, onde poucos humanos restaram, depois que a terrível Terceira        Guerra Mundial disseminou destruição por todo o planeta. O cenário era um deserto devastado e povoado por culturas primitivas, terras selvagens, vilarejos arcaicos e rudimentares onde não mais existia a energia elétrica. A missão do grupo era promover a paz e levar ajuda e abrigo às pessoas em perigo e dificuldade, já que eles representavam o último pólo de cultura, ciência e conhecimento que restou.
O grupo era liderado por Jonah, que tinha a companhia de Ruth, Samuel, e o chimpanzé Adam, usavam para esta missão, um veículo terrestre que também funcionava como um laboratório científico avançado cheio de recursos e equipamentos, chamado Ark II. Além do próprio veículo Ark II, existiam mais dois transportes dentro do veículo. Um deles        era como um jipe lunar, e o outro, de mais destaque, era um aparelho que foi desenvolvido pela NASA, um mini foguete usado nas costas como uma mochila que permitia com que os cientistas voassem.

## Visão geral da série
Os títulos de abertura de cada episódio, narrados primeiro pelo produtor executivo Lou Scheimer (usando seu então pseudônimo sem créditos Erik Gunden), depois pela voz de Terry Lester , que interpretou Jonah, resumiram a história de fundo do programa:
Por milhões de anos, a Terra foi fértil e rica. Então a poluição e o lixo começaram a cobrar seu preço. A civilização caiu em ruínas. Este é o mundo do século 25. Apenas um punhado de cientistas permanece, homens que juraram reconstruir o que foi destruído. Esta é a conquista deles: Ark II, um depósito móvel de conhecimento científico, operado por uma equipe de jovens altamente treinados. Sua missão: levar a esperança de um novo futuro para a humanidade. 
(Voz de Jonas): Registro da Arca II, Entrada Número 1. Eu, Jonas, ... Ruth, ... Samuel, ... e Adam estão totalmente cientes dos perigos que enfrentamos ao nos aventurarmos no desconhecido, talvez até hostil , áreas. Mas estamos determinados a trazer a promessa de uma nova civilização para nosso povo e nosso planeta. 
O show teve um elenco racialmente misto, estrelado por Terry Lester como o comandante do Ark II, Jonah, Jean Marie Hon como Ruth, José Flores como Samuel, e um chimpanzé (pertencente e treinado por Darrell Keener) respondendo ao nome de Adam. A premissa do programa foi inspirada na história da Arca de Noé , e os personagens receberam nomes tirados da Bíblia Hebraica . O cenário do show foi um século 25 pós-apocalíptico (especificamente, 2476, o show tendo sido lançado em 1976), depois que as civilizações da Terra foram dizimadas pelos efeitos do lixo, poluição e guerra, caindo de volta a um nível comparável ao da Idade das Trevas. Os cientistas sobreviventes juntaram seus conhecimentos e recursos, treinando três jovens (e o chimpanzé, que era capaz de falar e raciocinar abstrato) para procurar vestígios de humanidade, reintroduzindo ideias perdidas enquanto viajavam pela paisagem árida na alta tecnologia Ark II . 
O show menciona uma "séde" e que a tripulação é composta por cientistas. Os títulos "Comandante" e "Capitão" são usados para se referir a Jonah. Todas as parcelas começaram e terminaram com entradas numeradas no diário do Ark II, que Lester, no personagem Jonas, fez a narração.

## Produção
Em "The Launch of Ark II", o documentário filmado para o lançamento do DVD, Lou Scheimer e outros mencionam que o programa foi filmado durante o verão de 1976 predominantemente em Paramount Ranch perto de Malibu, Califórnia .

## Tecnologia
A série é mais lembrada por seu veículo homônimo: uma combinação de RV e laboratório móvel de seis rodas com aparência futurística. O  veículo de 44 pés de comprimento era A Ark II parecia um RV e embora tenha esse visual foi construída com fibra de vidro a partir de um chassi de caminhão de lixo. Devido à posição das janelas, que dificultava um pouco a visão do motorista, não era muito seguro dirigi-lo à noite ou em meio a locais densamente provados.
Havia também, o Roamer, que era um pequeno carro que saía de dentro do Ark II, algo como uma nave ou veículo    auxiliar. Ele foi construído para a série modificando um Brubaker Box, um kit-carro produzido a partir de 1972 e feito a partir do chassis de um fusca. Tinha conceitos originais, como porta deslizante e foi o precursor da mini-van.
Mas o veículo mais impressionante era o Jet Jumper, a mochila voadora. Na época parecia coisa de ficção, ou um truque, mas não era.

## Curiosidades
A série teve mais um episódio que não chegou a ser produzido por causa do cancelamento da série. O nome deste episódio era  The Secret Sea, "O Mar Secreto"  e sua história seria esta: Enquanto investigavam a vida no oceano, Jonas e Samuel são confundidos, pelos habitantes das cavernas costeiras, com "espíritos do mar".
O ator Daniel Selby fez o teste para o papel de Samuel, mas Jose Flores ganhou o papel.
No Brasil a série ARK II foi apresentada  pelo SBT em meados da década de 1980, aos domingos, dentro do programa Silvio Santos. Depois a série passou para o meio da semana para a faixa de horário reservada aos enlatados mostrados pela emissora.

## Estrelas convidadas
A série contou com memoráveis estrelas convidadas, incluindo Jonathan Harris , Malachi Throne , Jim Backus e Robby the Robot como o personagem-título construído por Samuel no episódio "O Robô". Helen Hunt aparece no episódio "Omega". Além disso, uma jovem Helen Hunt aparece no episódio “Omega”, ainda em início de carreira.
Quatro anos após o fim de Ark II, Terry Lester, que interpretou Jonah, ganhou maior fama como o Jack Abbott original na novela de longa data, The Young and the Restless . Ele desempenhou esse papel até 1985; o papel foi reformulado quatro anos depois com o ator Peter Bergman. Terry Lester morreu em 2003.

## Elenco Principal
- Terry Lester - Jonah
- Jean Marie Hon - Ruth
- José Flores - Samuel
- Adam (Chimpanzé)
- Lou Scheimer - voz de Adam (no original em inglês)

Todos os nomes são referências a personagens bíblicos 
== No Brasil  . 
Foi transmitida pelo SBT na década de 1980.

### Dubladores
- Nilton Valério - Jonah
- Nair Amorim - Ruth
- Garcia Júnior - Samuel
- Júlio Chaves - Samuel

## Episódios
| EPISÓDIO | TITULO ORIGINAL   | TITULO NO BRASIL             |
| 01 -     | The Flies         | Os Moscas                    |
| 02 -     | The Slaves        | Os Escravos                  |
| 03 -     | The Wild Boy      | O Garoto Selvagem            |
| 04 -     | The Robot         | O Robô                       |
| 05 -     | Omega             | Ômega                        |
| 06 -     | The Tank          | O Tanque                     |
| 07 -     | The Cryogenic Man | O Homem Criogênico           |
| 08 -     | The Rule          | A Regra                      |
| 09 -     | Robin Hood        | Robin Hood                   |
| 10 -     | The Drought       | A Incrível Aventura (A Seca) |
| 11 -     | The Lottery       | O Grande Perigo (A Loteria)  |
| 12 -     | The Mind Group    | O Grupo                      |
| 13 -     | The Balloon       | O Balão                      |
| 14 -     | Don Quixote       | Don Quixote                  |
| 15 -     | Orkus             | Orkus                        |